# Police (gemeente)
De gemeente Police is een stad- en landgemeente met 41.779 inwoners (2010) in West-Pommeren. Hoofdplaats is de stad Police.
De gemeente beslaat 37,9% van de totale oppervlakte van de powiat.
Aangrenzende gemeenten:
- Szczecin (stadsdistrict)
- Dobra en Nowe Warpno (powiat Policki)
- Goleniów en Stepnica (powiat Goleniowski)
- Duitsland: Vorpommern-Greifswald

## Demografie
Stand op 30 juni 2004:
| Omschrijving                   | Totaal | Totaal | Vrouwen | Vrouwen | Mannen | Mannen |
| ------------------------------ | ------ | ------ | ------- | ------- | ------ | ------ |
| eenheid                        | aantal | %      | aantal  | %       | aantal | %      |
| inwoners                       | 41 386 | 100    | 20 908  | 50,5    | 20 478 | 49,5   |
| bevolkingsdichtheid (inw./km²) | 164,6  | 164,6  | 83,2    | 83,2    | 81,4   | 81,4   |

De gemeente heeft 66,2% van het aantal inwoners van de powiat. In 2002 bedroeg het gemiddelde inkomen per inwoner 1815,55 zł.

## Plaatsen
- Police (tot 1945 Pölitz, stad sinds 1260)

sołectwo:
- Dębostrów, Drogoradz, Niekłończyca, Pilchowo, Przęsocin, Siedlice, Tanowo, Tatynia, Trzebież, Trzeszczyn, Uniemyśl en Wieńkowo.

## Partnersteden
- Pasewalk (Duitsland)
- Ueckermünde (Duitsland)
- Korsør (Denemarken)
- Korinos (Griekenland)
- Nowyj Rosdil (Oekraïne)